# Marcus Weiss
Marcus Weiss (15 oktober 1986) is een Duits voetbalcoach.

## Carrière
Weiss was actief voor 2009 als jeugdcoach bij SV Oberemmel en kreeg de kans om het eerste team te trainen in 2009 tot 2012 en speelde toen ook voor de club. Nadien werd hij jeugdcoach bij SV Konz en daarna van 2014 tot 2016 bij CS Grevenmacher. Hij werd hoofdcoach bij deze laatste club in 2016 maar werd dat jaar er ook ontslagen. Hij ging aan de slag bij Union Mertert-Wasserbillig waar hij op een korte periode na coach was van 2017 tot 2019 en nadien als technisch directeur. In 2020 was hij tot oktober coach van Jeunesse Esch.